# E vissero infelici per sempre
E vissero infelici per sempre (Unhappily Ever After) è una sitcom statunitense prodotta dalla Touchstone Television dal 1995 al 1999.

## Trama
Jack Malloy è un padre di famiglia di mezz'età e schizofrenico, sposato e successivamente separato dalla consorte Jennie. La serie inizialmente era incentrata sul personaggio di Jennie, ma dopo i primi episodi fu rielaborata e il personaggio di Jack, che si era trasferito in un monolocale, torna a casa dalla moglie. La coppia vive da "separati in casa", con Jack che si trasferisce in cantina. Jack ben presto diventa il personaggio principale della serie, insieme al coniglio Mr. Floppy, con cui solo Jack, in quanto schizofrenico, può dialogare. I due hanno spesso modo di scambiarsi opinioni sui più diversi argomenti, e a volte Mr. Floppy non gli risparmia feroci critiche.
Nelle prime due stagioni compare anche Maureen, la madre di Jennie. La coppia ha tre figli: il superficiale Ryan, l'intelligente e affascinante Tiffany, l'unica benvoluta dal padre, e l'ultimo arrivato Ross, da tutti incompreso. 
A partire dalla terza stagione, Tiffany diventa la co-protagonista dello show insieme a Pierson. Le trame sono focalizzate su Tiffany e Ryan e la loro vita a scuola.
Verso la fine della quarta stagione, Jennie abbandona la famiglia per andare a vivere con una donna.
La quinta e ultima stagione è incentrata principalmente sul personaggio di Tiffany. Viene introdotta Barbara, la rivale di Tiffany al liceo. Nell'episodio conclusivo, Jack riesce a guadagnare i soldi necessari per mandare Tiffany ad Harvard. Una volta iniziati a guadagnare i soldi, Jack non ha più bisogno di Mr. Floppy e guarisce dalla schizofrenia; Mr. Floppy quindi torna ad essere un semplice coniglio di pezza, e muore. A questo punto Jack ricomincia a bere e torna schizofrenico, riportando in vita Mr. Floppy.

## Episodi
| Stagione         | Episodi | Prima TV USA | Prima TV Italia |
| ---------------- | ------- | ------------ | --------------- |
| Prima stagione   | 13      | 1995         | 2000            |
| Seconda stagione | 22      | 1995-1996    |                 |
| Terza stagione   | 22      | 1996-1997    |                 |
| Quarta stagione  | 21      | 1997-1998    |                 |
| Quinta stagione  | 22      | 1998-1999    | 2003            |

## Personaggi e interpreti
- Jack Malloy, interpretato da Geoff Pierson.
È un uomo di mezza età alcolizzato e con problemi di schizofrenia, cinico e depresso, lavora come rivenditore di auto usate. Non avendo il rispetto della sua famiglia, passa parte del tempo a parlare con un coniglio di pezza, Mr. Floppy, che solo lui riesce a sentire.
- Jennie Malloy, interpretata da Stephanie Hodge.
È la moglie irascibile di Jack, che non va d'accordo con nessuno ed incline alla gelosia. È acida, sarcastica e critica verso il marito e i figli. Lascia definitivamente la serie verso la fine della quarta stagione, andando a convivere con un'altra donna.
- Ryan Malloy, interpretato da Kevin Connolly.
È il figlio maggiore di Jack e Jennie, ha un atteggiamento positivo nonostante sia stupido e spesso deriso dai suoi compagni di scuola e a volte anche dai suoi stessi genitori. Ha uno scarso rendimento scolastico, e poca abilità nel conquistare le ragazze. Tuttavia nel corso della serie, ha qualche flirt con delle ragazze, ma le sue relazioni sono inevitabilmente di breve durata per via della sua goffaggine.
- Tiffany Malloy, interpretata da Nikki Cox.
È la secondogenita di casa Malloy, la figlia prediletta di Jack. È bella, intelligente, bravissima a scuola, popolare e ambiziosa. Utilizza spesso Ryan e Ross come capri espiatori quando si trova nei guai. Il suo sogno è quello di essere ammessa alla Harvard University. Nell'arco delle cinque stagioni, resta vergine nonostante i flirt.
- Ross Malloy, interpretato da Justin Berfield.
È il figlio piccolo e incompreso. Rappresenta la voce della ragione in casa Malloy, è la persona più normale in famiglia. Cerca spesso attenzioni dai suoi genitori, ma invano. Adora suo padre nonostante Jack sia disinteressato al figlio. È il personaggio che compare meno negli episodi, e ciò viene utilizzato come battuta ricorrente. Ross non gradisce i due fratelli: Tiffany perché egoista e crudele con lui, Ryan in quanto stupido e fastidioso.
- Mr. Floppy, doppiato da Bobcat Goldthwait e animato da Allan Trautman.
È un coniglio di pezza grigio, pervertito che fuma e beve alcoolici e vive nella cantina di casa Malloy. Il coniglio era uno dei giocattoli di Ross, che lo regala a Jack nei primi episodi. Solo Jack può dialogare con lui, e spesso gli chiede consigli su come comportarsi nelle cose di tutti i giorni, o quando ha dei problemi in famiglia (ad esempio quando Tiffany inizia a frequentare un motociclista e Jack non condivide la relazione). Mr. Floppy può essere considerato l'alter ego di Jack. Tra le passioni del coniglio ci sono le donne, e in particolare ha una cotta per Drew Barrymore.

## Produzione
Nella prima messa in onda statunitense, la sigla inizia con la foto di matrimonio di Jack e Jennie sorridenti, e piano piano i loro sorrisi scompaiono. La sigla mostra Jack che viene cacciato di casa dalla moglie, e inizia ad incamminarsi verso il suo nuovo appartamento. In sottofondo, una canzone cantata da Bobcat Goldthwait che recita "We married young, because of cupid. And had three kids, but we were stupid" ("Ci siamo sposati giovani perché innamorati. E abbiamo avuto tre figli, ma eravamo stupidi").
Dalla seconda stagione, come canzone della sigla iniziale viene usata "Hit the road Jack" di Ray Charles; la canzone è un riferimento a Jennie che caccia di casa Jack. Come immagini, oltre alla già citata scena iniziale con la foto di matrimonio di Jack e Jennie che da sorridenti diventano tristi, viene utilizzato un footage di scene dalle prime due stagioni. A partire dalle repliche, anche la sigla della stagione 1 viene sostituita da "Hit the road Jack".